# 1087
| Calendário gregoriano                                                        | 1087 MLXXXVII                                         |
| Ab urbe condita                                                              | 1840                                                  |
| Calendário arménio                                                           | 536 – 537                                             |
| Calendário bahá'í                                                            | -757 – -756                                           |
| Calendário budista                                                           | 1631                                                  |
| Calendário chinês                                                            | 3783 – 3784 Início a 6 de fevereiro (aproximadamente) |
| Calendário copta                                                             | 803 – 804                                             |
| Calendário etíope                                                            | 1079 – 1080                                           |
| Calendários hindus - Vikram Samvat - Calendário nacional indiano - Cáli Iuga | 1142 – 1143 1008 – 1009 4187 – 4188                   |
| Calendário Holoceno                                                          | 11087                                                 |
| Calendário islâmico                                                          | 480 – 481                                             |
| Calendário judaico                                                           | 4847 – 4848                                           |
| Calendário persa                                                             | 465 – 466                                             |
| Calendário rúnico                                                            | 1337                                                  |
| Calendário solar tailandês                                                   | 1630                                                  |

1087 (MLXXXVII, na numeração romana) foi um ano comum do século XI do Calendário Juliano, da Era de Cristo, a sua letra dominical foi C (52 semanas), teve início a uma sexta-feira e terminou também a uma sexta-feira.
No território que viria a ser o reino de Portugal estava em vigor a Era de César que já contava 1125 anos.
| Ano completo                       |
| ---------------------------------- |
| Ano comum com início à sexta-feira |

## Eventos
- Roberto II torna—se duque da Normandia, sucedendo a Guilherme I, o Conquistador.
- Guilherme II sobe ao trono da Inglaterra, sucedendo a Guilherme I.
- Primeira vinda de D. Raimundo à Península Ibérica para os esponsórios com D. Urraca, filha de Afonso VI de Leão e Castela.

## Nascimentos
- 13 de Setembro — João II Comneno, imperador bizantino de 1118 até à sua morte  (m. 1143).

## Mortes
- 9 de setembro — rei Guilherme I de Inglaterra de 1066 até à sua morte  (n. c. 1028).
- 16 de setembro — Papa Vítor III, papa de 1086 até à sua morte  (n. c. 1026).
- 27 de dezembro — Berta de Saboia, rainha da Germânia e imperatriz do Sacro Império Romano-Germânico  (n. 1051).
- Abu Becre ibne Omar, general e emir almorávida, fundador de Marraquexe.
- Abu Ixaque Ibraim al-Zarqali (Arzaquel ou Azarquiel), astrónomo fabricante de instrumentos do  do Alandalus  (n. c. 1029).
- Bartolomeu de L'Île-Bouchard, senhor de L'Île-Bouchard, França  (n. 1049).
- Constantino, o Africano, monge beneditino e membro da Escola Médica de Salerno que traduziu para latim diversas obras de medicina árabes  (n. 1020).
- Guilherme I, conde da Borgonha, conde da Borgonha e de Mâcon de 1057 até à sua morte  (n. 1020).
- Leão Diógenes, príncipe e co-imperador bizantino entre 1069 e 1071  (n. 1069).
- Salomão da Hungria, rei da Hungria de 1063 até à sua morte  (n. 1053).
- Simão I de Montfort, conde e Senhor de Montfort-l'Amaury  (n. 1030).